# 山下やよい
山下 やよい（やました やよい）は、山口県岩国市出身の打楽器・マリンバ奏者、吹奏楽指導者。
所属事務所は、ハラヤミュージックエンタープライズ。

## 略歴
打楽器・マリンバを松嶋秀男、佐藤正二郎、佐藤須美子、吉岡考悦に師事。
- 1989年「緊張」「自由への戦い」を猪俣猛（ドラム）と日本初演で共演。
- 1995年、1997年、1999年、2000年、2003年、2007年に東京、広島、山口でリサイタルを開催。
- 1997年に邦楽演奏家・作曲家吉崎克彦、尺八演奏家福田輝久と共演。
- 1998年佐藤須美子マリンバリオを結成、中国地方各地でコンサートを開催。
- 1999年「コンチェルトグロッソ」を、 2000年に「3台のマリンバと1台のヴィブラフォンと3群の打楽器の為の～舞踏組曲～」（吉岡考悦作曲）を世界初演で吉岡考悦と共演。
- 2003年リサイタルにて猪俣猛（ドラム）、小笠原真也（ピアノ）と共演。
- 2007年リサイタルにて荻野昇（トロンボーン）、小笠原真也（ピアノ）と共演。

吹奏楽指導者としては、母校である山口県立岩国工業高等学校吹奏楽部のコーチとして小編成ながらコンクールにて中国大会にほぼ毎年導いている。

## 所属アンサンブル
- パーカッションアンサンブル「凛」
- パーカッションアンサンブル"Heart Beats"
- パーカッションアンサンブル"ツッカーズ"
- キッズサウンド"みゅぜっと"
- マリンバデュオ"グルーヴ"

## 役職
- 広島文化学園大学非常勤講師
- 西日本打楽器協会中四国支部理事
- 山口県立岩国工業高等学校吹奏楽部外部講師
- 学校法人 勝山学園　音楽・リトミック講師
- 国民文化祭吹奏楽部門打楽器講師

## 受賞
- 岩国市優秀文化賞